# Djanglanmè
Djanglanmè è un arrondissement del Benin situato nella città di Toffo (dipartimento dell'Atlantico) con 5.939 abitanti (dato 2006).